# 1783.
◄ | 17. stoljeće | 18. stoljeće | 19. stoljeće | ►
◄ | 1750-ih | 1760-ih | 1770-ih | 1780-ih | 1790-ih | 1800-ih | 1810-ih | ►
◄◄ | ◄ | 1780. | 1781. | 1782. | 1783. | 1784. | 1785. | 1786. | ► | ►►
Arhitektura • Astronomija • Biologija • Glazba • Kazalište • Kemija • Kiparstvo • Knjige • Književnost • Kršćanstvo • Medicina • Politika • Pravo • Promet • Slikarstvo • Šport • Znanost

## Događaji
- 24. srpnja – Potpisan Georgijevski ugovor između Ruskog Carstva i Kraljevstva Kartlije i Kahetije
- Prvi let balonom na vrući zrak.
- Erupcija vulkana Laki na Islandu – najveća vulkanska katastrofa u povijesti Islanda (od gladi umrlo 9,000 ljudi).

## Rođenja
- 24. srpnja – Simón Bolívar, vojskovođa i državnik († 1830.)

## Smrti
- 13. lipnja – Nikola Divnić, šibenski biskup (* 1715.)
- 18. rujna – Leonhard Euler, švicarski matematičar, fizičar i astronom (* 1707.)

## Vanjske poveznice
|  | Zajednički poslužitelj ima još gradiva o temi 1783. |